# Gérard Corbiau
Pour les articles homonymes, voir Corbiau (homonymie).

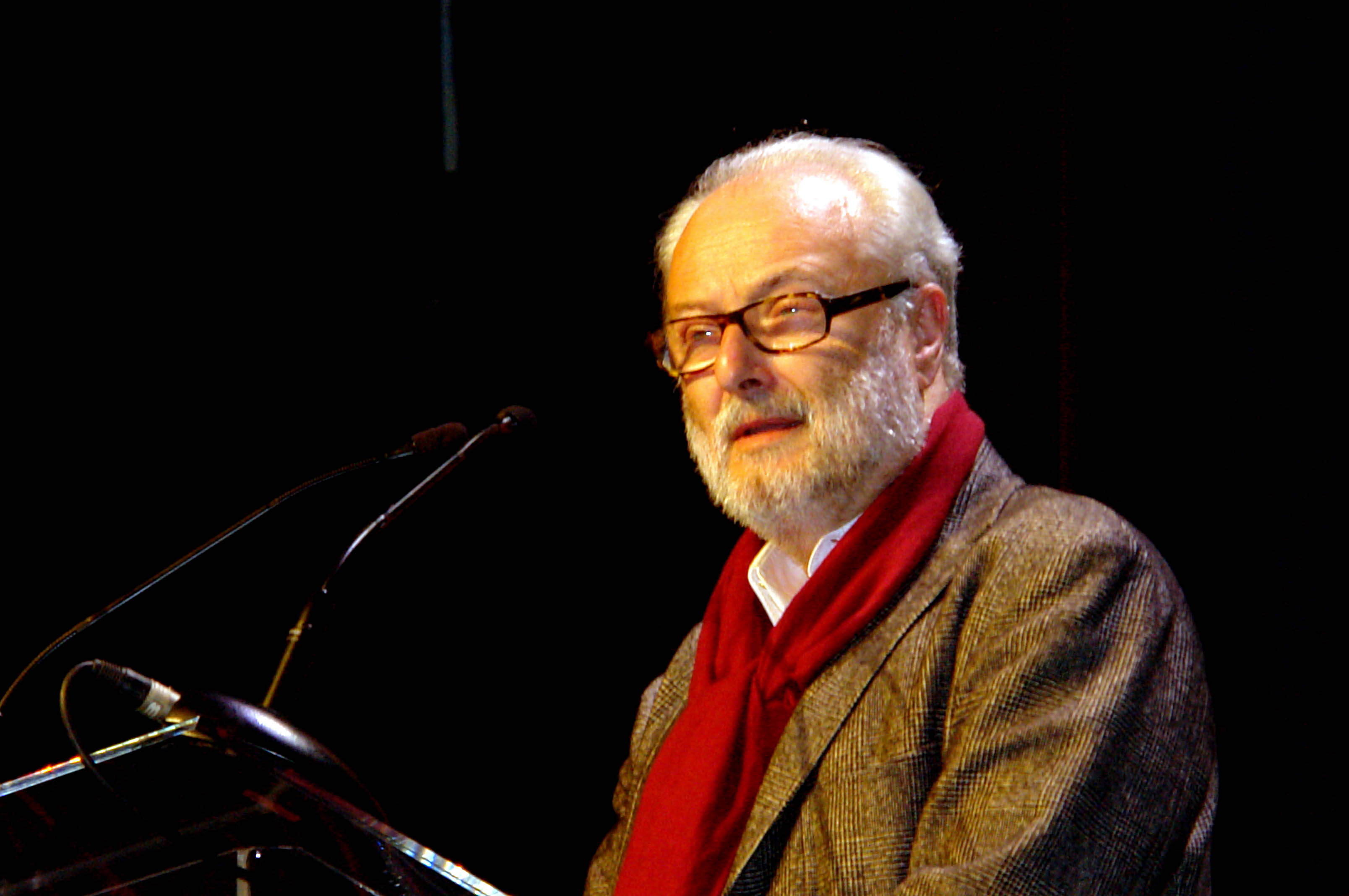
Gérard Corbiau à l'honneur du FIFF 2012

Gérard Corbiau est un réalisateur belge né à Bruxelles le 19 septembre 1941.

## Biographie

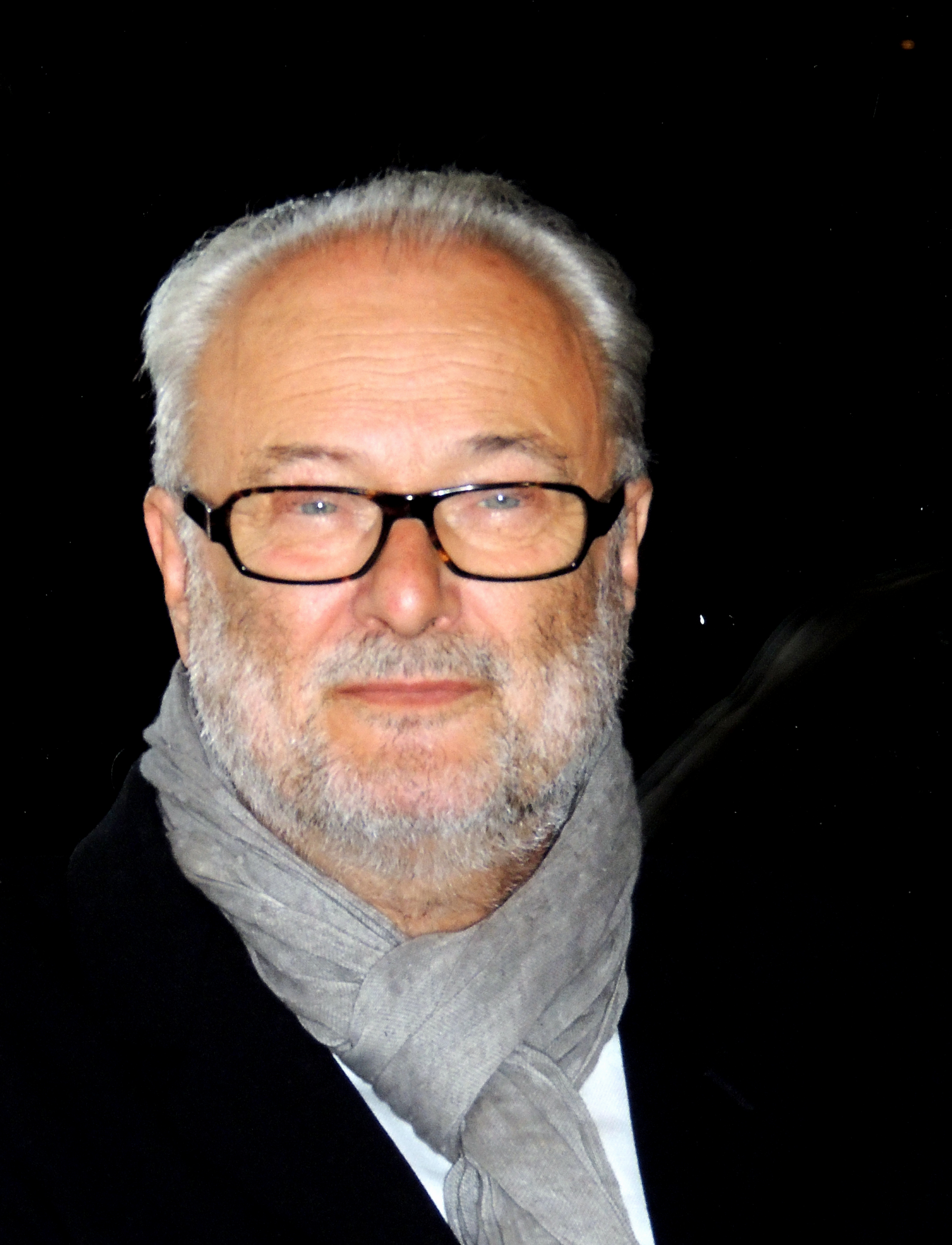
Gérard Corbiau au festival du film Historique de Waterloo en octobre 2014

En 1968, il commence sa carrière de réalisateur à la RTBF où il signe plus de cinquante reportages (longs et moyens métrages)[réf. nécessaire] pour diverses émissions de la chaîne (Neuf Millions Neuf, À suivre, Faits Divers).
À partir de 1980, il réalise des téléfilms sur la musique dans le cadre du service Musique-Opéra-Ballet de la RTBF. Il réalise aussi deux contes musicaux. Ceux-ci sont remarqués par des critiques de télévision qui lui décernent l'Antenne de Cristal pour Sax (1981) et À la recherche de S (1983).
En 1982, il réalise un documentaire pour la télévision (RTBF), produit par Georges Dumortier, intitulé Chronique d'une saison.
Son premier film pour le cinéma Le Maître de Musique (1987) est un succès critique[réf. nécessaire] et public. Le film est proposé pour l'Oscar du meilleur film en langue étrangère.
Vient ensuite L'Année de l'éveil (1990), d'après l'œuvre de Charles Juliet.
En 1994, il signe Farinelli. Avec la collaboration de l’IRCAM, il y ressuscite la voix du célèbre castrat Farinelli. Le film est récompensé par le Golden Globe 1995 du meilleur film en langue étrangère (Best Foreign Language Film) et se voit lui aussi proposé pour l'Oscar du meilleur film en langue étrangère.
Le Roi danse, son quatrième film pour le cinéma, sort en 2000, et est d’emblée proposé pour les Césars par trois fois. Le film obtient également le Golden Frog de la meilleure image (Camerimage, Lodz - 2001.)
En 2003, il réalise pour la télévision Saint-Germain ou la Négociation. Le film reçoit le prix de la meilleure adaptation pour la Télévision au Forum Littérature et Cinéma de Monte Carlo 2004. 
En 2007, il réalise Comme chez Moi, une série de deux fois cinq documentaires gastronomico-culturels écrits par Dominique Leroy. En dix fois vingt-six minutes, le grand chef belge Pierre Wynants fait le tour des spécialités belges.

## Filmographie
- 1988 : Le Maître de musique
- 1991 : L'Année de l'éveil
- 1994 : Farinelli
- 2000 : Le roi danse

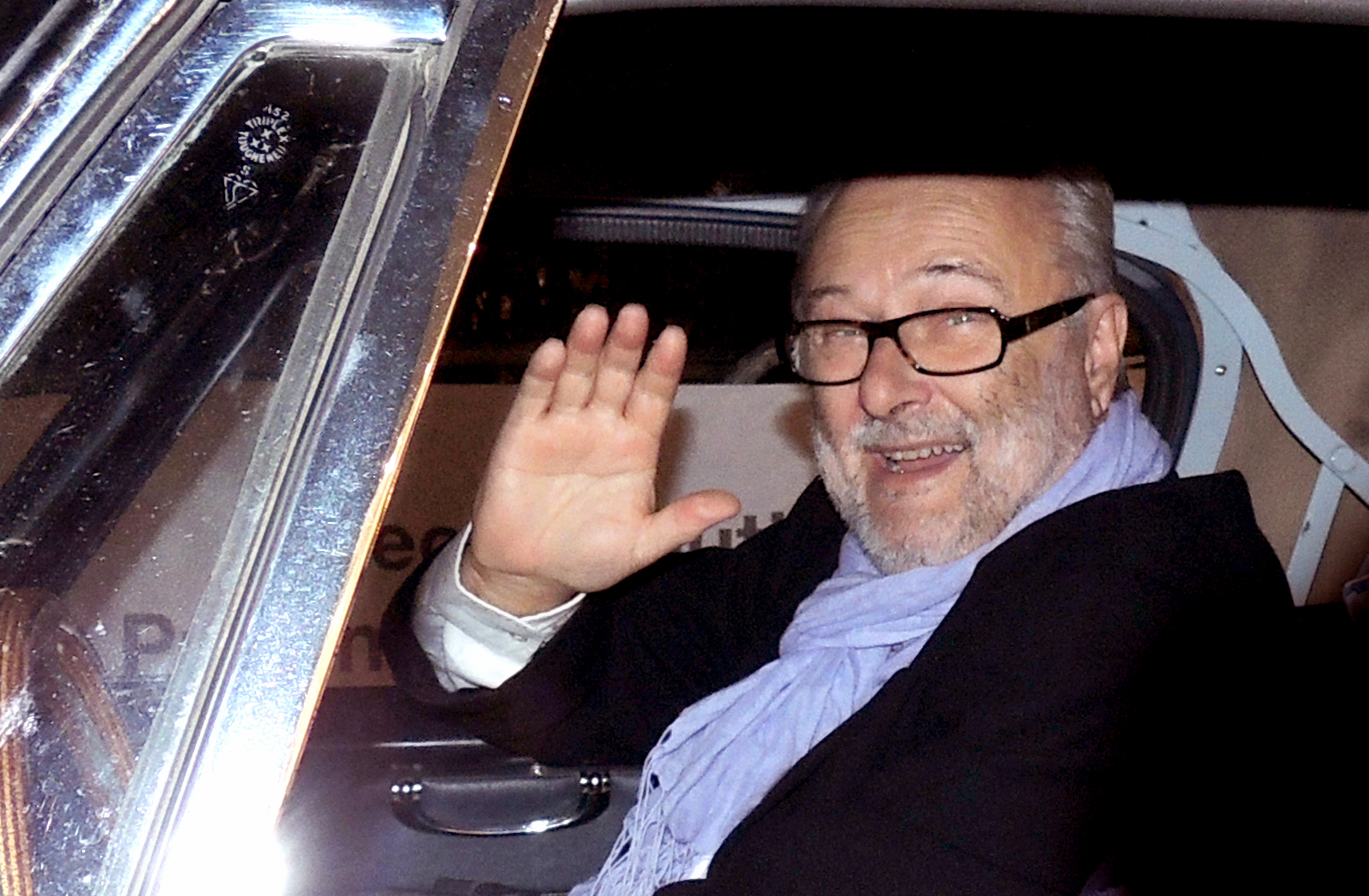
Gérard Corbiau au rallye des véhicules historiques.

- 2003 : Saint-Germain ou la Négociation.

## Distinctions

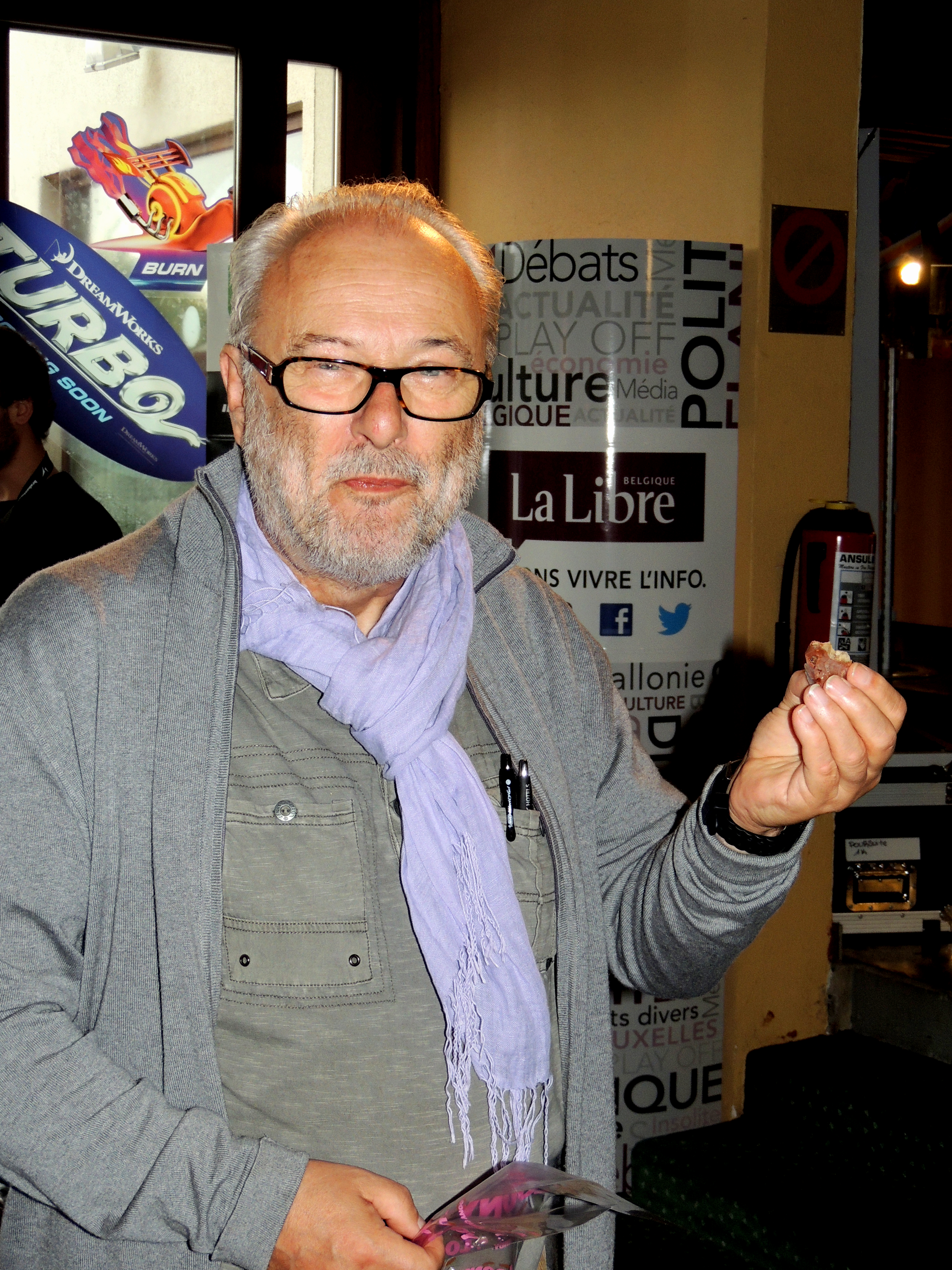
Gérard Corbiau à Waterloo, au festival du film historique de 2013

- 1995 : Golden Globe du meilleur film étranger pour Farinelli

## Décorations
- Officier de l'ordre de la Couronne  (2004)[6]
- Officier de l'ordre des Arts et des Lettres (2001, France)[7]